# Карлсбад (Њу Мексико)
Карлсбад (енгл. Carlsbad) град је у америчкој савезној држави Њу Мексико.

## Демографија
По попису из 2010. године број становника је 26.138, што је 513 (2,0%) становника више него 2000. године.
| Група             | 2000.          | 2010.          |
| Белци             | 15.070 (58,8%) | 13.870 (53,1%) |
| Афроамериканци    | 563 (2,2%)     | 498 (1,9%)     |
| Азијати           | 181 (0,7%)     | 262 (1,0%)     |
| Хиспаноамериканци | 9.417 (36,7%)  | 11.105 (42,5%) |
| Укупно            | 25.625         | 26.138         |